# 中本 (大阪市)
中本（なかもと）は、大阪府大阪市東成区にある町名。現行行政地名は中本一丁目から中本五丁目。

## 地理
東成区の北西部に位置し、東に東中本、川を挟んで西に中道、南に大今里西、北に城東区中浜と接している。

### 河川
- 平野川

## 世帯数と人口
2019年（平成31年）3月31日現在の世帯数と人口は以下の通りである。
| 丁目       | 世帯数    | 人口     |
| ---------- | --------- | -------- |
| 中本一丁目 | 996世帯   | 1,751人  |
| 中本二丁目 | 1,108世帯 | 1,930人  |
| 中本三丁目 | 1,139世帯 | 2,024人  |
| 中本四丁目 | 888世帯   | 1,639人  |
| 中本五丁目 | 1,585世帯 | 3,266人  |
| 計         | 5,716世帯 | 10,610人 |

### 人口の変遷
国勢調査による人口の推移。
| 1995年（平成7年）  | 10,539人 | [ 5 ] |  |
| 2000年（平成12年） | 10,130人 | [ 6 ] |  |
| 2005年（平成17年） | 9,978人  | [ 7 ] |  |
| 2010年（平成22年） | 10,146人 | [ 8 ] |  |
| 2015年（平成27年） | 9,826人  | [ 9 ] |  |

### 世帯数の変遷
国勢調査による世帯数の推移。
| 1995年（平成7年）  | 4,120世帯 | [ 5 ] |  |
| 2000年（平成12年） | 4,252世帯 | [ 6 ] |  |
| 2005年（平成17年） | 4,355世帯 | [ 7 ] |  |
| 2010年（平成22年） | 4,675世帯 | [ 8 ] |  |
| 2015年（平成27年） | 4,665世帯 | [ 9 ] |  |

## 学区
市立小・中学校に通う場合、学区は以下の通りとなる。なお、小学校・中学校入学時に学校選択制度を導入しており、通学区域以外に東成区の小学校・中学校から選択することも可能。
| 丁目       | 番・番地等       | 小学校               | 中学校             |
| ---------- | ---------------- | -------------------- | ------------------ |
| 中本一丁目 | 全域             | 大阪市立東中本小学校 | 大阪市立本庄中学校 |
| 中本二丁目 | 全域             | 大阪市立東中本小学校 | 大阪市立本庄中学校 |
| 中本三丁目 | 全域             | 大阪市立東中本小学校 | 大阪市立本庄中学校 |
| 中本四丁目 | 全域             | 大阪市立中本小学校   | 大阪市立本庄中学校 |
| 中本五丁目 | 1〜19番 23〜27番 | 大阪市立中本小学校   | 大阪市立本庄中学校 |
| 中本五丁目 | 20〜22番         | 大阪市立東中本小学校 | 大阪市立本庄中学校 |

## 事業所
2016年（平成28年）現在の経済センサス調査による事業所数と従業員数は以下の通りである。
| 丁目       | 事業所数  | 従業員数 |
| ---------- | --------- | -------- |
| 中本一丁目 | 76事業所  | 448人    |
| 中本二丁目 | 48事業所  | 231人    |
| 中本三丁目 | 70事業所  | 352人    |
| 中本四丁目 | 51事業所  | 386人    |
| 中本五丁目 | 89事業所  | 438人    |
| 計         | 334事業所 | 1,855人  |

## 交通

### 鉄道
- 大阪市高速電気軌道
  - 中央線 緑橋駅（所在地は、東中本であるが、一部が中本に入っている。）

### 道路
- 中央大通
- 今里筋

## 施設
- 大阪市立中本小学校
- 森ノ宮医療学園専門学校
- 大阪情報専門学校
- 東成警察署 中本交番
- 東成中浜郵便局
- コノミヤ 緑橋店
- 八王子神社

## その他

### 日本郵便
- 〒537-0022[3]（集配局：東成郵便局[13]）